# Košarovci
Košarovci – wieś w Słowenii, w gminie Gornji Petrovci. W 2018 roku liczyła 70 mieszkańców.